# Xã Woodville, Quận Sandusky, Ohio
Xã Woodville (tiếng Anh: Woodville Township) là một xã thuộc quận Sandusky, tiểu bang Ohio, Hoa Kỳ. Năm 2010, dân số của xã này là 3.395 người.